# 12481 Streuvels
12481 Streuvels (1997 EW47) là một tiểu hành tinh vành đai chính được phát hiện ngày 12 tháng 3 năm 1997 bởi E. W. Elst ở Đài thiên văn Nam Âu.